# Lilla Magsjön
Lilla Magsjön är en sjö i Gnesta kommun i Södermanland och ingår i Nyköpingsåns huvudavrinningsområde.